# 마르쿠스 아우렐리우스 황제의 유언
마르쿠스 아우렐리우스 황제의 유언은 프랑스 예술가 외젠 들라크루아가 1884년에 그린 그림이다. 리옹 미술관에서 소장 중이며, 그림의 러프 스케치는 들라크루아의 제자인 루이 드 플라네에게 주어졌으나, 현재는 이 또한 리옹 미술관에서 소장 중이다.

## 묘사와 분석
이 거대한 그림은 로마 황제 마르쿠스 아우렐리우스의 사망 전 몇 시간의 모습을 묘사하고 있으며, 들라크루아는 스토아 철학, 그 중에서도 마르쿠스 아우렐리우스를 높이 평가했었다. 이 그림에서 마르쿠스 아우렐리우스는 그림 중심부에 노쇠하고, 쇠약한 모습으로 묘사되고 있고, 붉은색의 옷을 입은 젊은 사내, 다시 말하여 그의 아들 콤모두스 (루키우스 아우렐리우스 콤모두스 안토니누스)의 팔을 붙잡고 있다. 콤모두스는 아버지가 말하는 것에 관심을 두지 않은 것처럼 보이며 그저 불손한 눈길만을 주고 있다. 이들 주변으로, 침대 주변에 나타나 있는 마르쿠스 아우렐리우스의 철학자 동료들은 검은색 복장을 입은 비통한 사람들로 묘사된다.
따라서, 이 그림은 로마 제국의 종말을 상징한다. 1832년 북아프리카를 여행한 뒤 붉은색에 매혹된 들라크루아는 밝은 붉은색으로 콤모두스를 옷 입히며 그림을 보는 관찰자들의 시선을 그에게로 이끌어냈다. 이 그림에는 교훈적 측면은 없는 것으로 보이며 들라크루아가 이 작품에 담아내려 한 메시지는 미상으로 남아있다.

## 평가
이 작품에 대해 언급한 최초의 글은 이 그림을 전시한, Salon의 1845년 카탈로그이며 다음과 같이 적혀 있었다: "몹시나 쇠약하고 거의 다 죽어가는 마르쿠스 아우렐리우스의 모습은 아주 초기의 부패 상태로 보인다. 그의 얼굴에 드리운 녹색과 노란색 그림자는 그를 꽤나 유령과 같은 모습을 보이게 한다.", "일부 피륙들은 너무 주름져 있다", "어떤 자세들은 고결함이 결여된 것을 나타낸다". '마르쿠스 아우렐리우스의 유언'은 대부분 부정적인 평가를 받았지만, 작가 샤를 보들레르는 이 그림에 감동을 받아 다음과 같이 말하였다: "아름다우며, 거대하고, 절묘하지만 저평가 받고 있는 그림이다 [...]. 이 새롭고 한층 완성된 작품에 있는 들라크루아의 특유 색상은 그 잔혹성을 잃기는 커녕, 여전히 피 비린내나고 무시무시하다".